# La dama del mar
La dama del mar (Fruen fra havet en su versión original) es una obra de teatro en cinco actos del dramaturgo noruego Henrik Ibsen, publicada el 28 de noviembre de 1888 en Copenhague.

## Argumento
En un balneario de la costa noruega reside la joven Ellida Wangel, casada con un médico mayor que ella, y Bolette y Hilde, las dos hijas del primer matrimonio de este. Ellida vivió su infancia en un ambiente de libertad junto a su padre, el farero del pueblo. Un día regresa al lugar el antiguo prometido de Ellida, marinero prófugo de la justicia. La mujer se debate entre un futuro tranquilo y apacible representado por su marido y la aventura de escapar con el marinero. El Doctor Wangel, consciente de la situación, le deja a Ellida la decisión de optar. Finalmente la mujer se mantiene junto a su marido.

## Representaciones destacadas
La obra se estrenó el 12 de febrero de 1889 en Oslo (Christiania Theater, dirigida por Bjørn Bjørnson y protagonizada por Sigvard and Laura Gundersen) y en Weimar (Hoftheater). En pocas semanas se sucedieron las representaciones en el resto de países escandinavos: Copenhague (17 de febrero), Helsinki (22 de febrero) y Estocolmo (22 de marzo). En Londres se representó por primera vez en inglés en el Terry's Theatre el 11 de mayo de 1891.
En 1906 el personaje principal fue interpretado Sarah Bernhardt y tres años después por la célebre actriz italiana Eleonora Duse. En 1976 lo asumió Vanessa Redgrave en Broadway, junto a Pat Hingle como Doctor Wangel.
En España, en traducción de Cristóbal de Castro, se representó el 11 de febrero de 1929 en el Teatro Centro, con la actriz Lola Membrives en el papel de Ellida. Se volvió a representar 80 años más tarde, en 2008 en Matadero Madrid, protagonizada por Ángela Molina (Ellida), Manuel de Blas (Doctor Wangel), Lara Grube y Carlota Gaviño.
En 1954 el director de Argentina, Mario Soffici dirigió una versión fílmica de la obra con el mismo nombre.
En 1966, Alberto González Vergel dirigió una adaptación para televisión que se emitió en el espacio Estudio 1 de TVE, interpretada por José María Prada, Nuria Carresi, Julio Goróstegui, Conchita Goyanes, María Massip, Paco Valladares, Carlos Mendy y Dionisio Salamanca. 
Dos años después, TVE emitió una nueva versión; esta vez, en el espacio Hora once, con Rafael Anglada, Ana María Barnany, Sergio Doré, Glòria Roig, Antonio Iranzo y Elena María Tejeiro.